# Saviore dell’Adamello
Saviore dell’Adamello (lombardul: Saviúr) település Olaszországban, Lombardia régióban, Brescia megyében. Lakosainak száma 795 fő (2023. január 1.). Saviore dell’Adamello Cevo, Valdaone, Ponte di Legno, Sonico, Edolo és Spiazzo községekkel határos.

## Népesség
A település lakossága az elmúlt években az alábbi módon változott:
| Lakosok száma | 901  | 886  | 795  |
|               | 2017 | 2018 | 2023 |